# Station Janderup
Station Janderup is een station in Janderup, een dorp in de gemeente Varde in Denemarken. Het station ligt aan de spoorlijn Varde - Tarm. Janderup wordt  bediend door de treinen van Esbjerg naar Nørre Nebel. 